# Mordellochroa abdominalis
Mordellochroa abdominalis is een keversoort uit de familie spartelkevers (Mordellidae). De wetenschappelijke naam van de soort is voor het eerst geldig gepubliceerd in 1775 door Fabricius.